# Савиных, Виктор Петрович

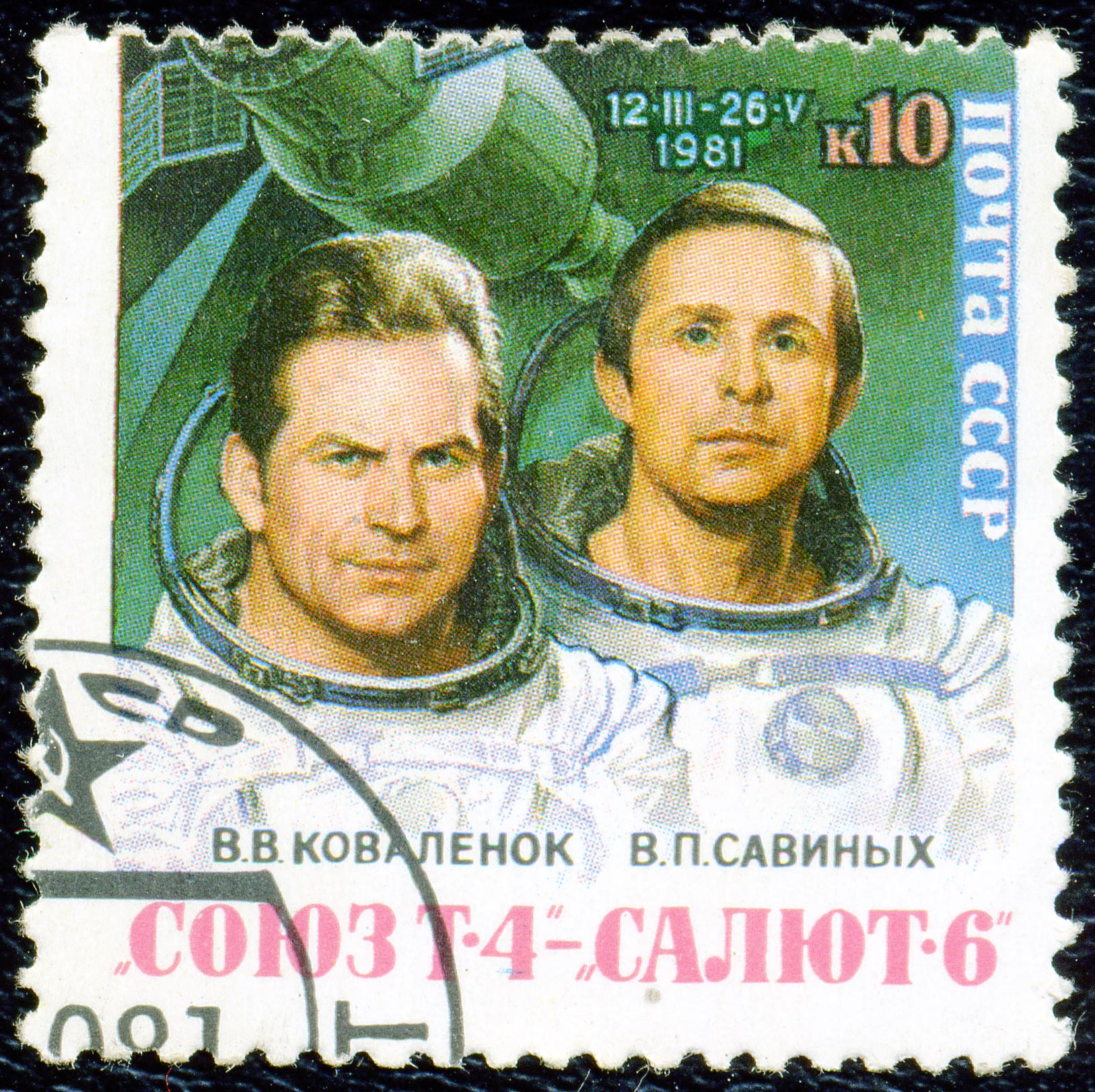
Почтовая марка СССР. 1981. Союз-Т4 — Салют-6. В. В. Ковалёнок, В. П. Савиных

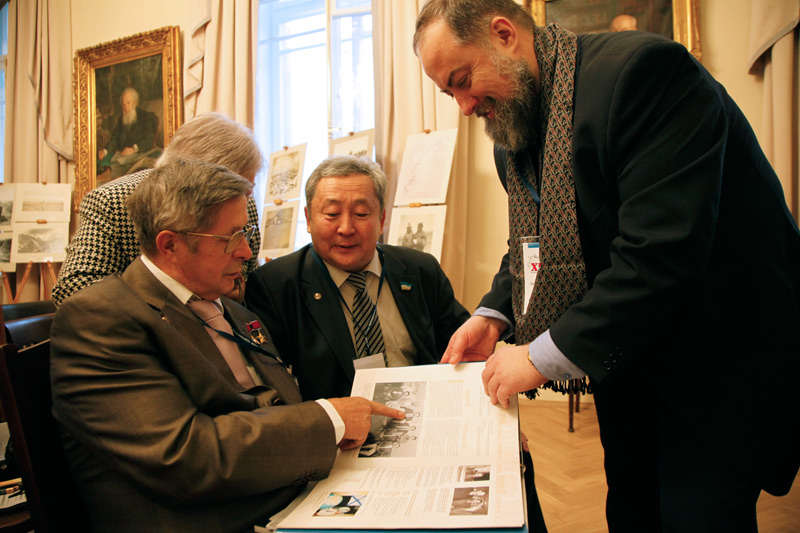
В. П. Савиных на 14 Съезде Русского географического общества в Санкт-Петербурге.
В. П. Савиных, А. К. Тулохонов и Л. Г. Колотило обсуждают подготовленную к изданию книгу «Русское географическое общество. 165 лет служения Отечеству».
2010 год.

Ви́ктор Петро́вич Савины́х (род. 7 марта 1940, д. Берёзкины, Оричевский район, Кировская область) — советский космонавт, учёный, организатор подготовки кадров в системе высшей школы; доктор технических наук, профессор, академик РАН (2019). Дважды Герой Советского Союза. Лауреат Государственных премий СССР и Российской Федерации. В 1989—2007 — ректор, с 2007 года президент Московского государственного университета геодезии и картографии (МИИГАиК), член экспертного совета Национальной премии «Хрустальный компас». Полный кавалер ордена «За заслуги перед Отечеством».
В марте 2011 года был избран депутатом Законодательного Собрания Кировской области пятого созыва по единому избирательному округу от партии «Единая Россия».

## Биография
Родился 7 марта 1940 года в деревне Берёзкины Оричевского района Кировской области. Окончив в 1957 году среднюю школу в деревне Тарасовы Кировской области, поступил в Пермский техникум железнодорожного транспорта. После окончания его в 1960 году получил квалификацию «техник-путеец». С марта по октябрь 1960 года работал на Свердловской железной дороге бригадиром бригады по ремонту искусственных сооружений 6-й дистанции службы пути.
С октября 1960 по сентябрь 1963 года в рядах Советской Армии. Проходил службу в железнодорожных войсках солдатом топографической службы, а после присвоения воинского звания «старший сержант» — в должности помощника начальника железной дороги. Принимал участие в строительстве магистрали Ивдель-Обь. Награждён нагрудным знаком МО СССР «Отличник Советской Армии» (1963).
В 1963 году поступил на оптико-механический факультет Московского института инженеров геодезии, аэрофотосъёмки и картографии (МИИГАиК). Учился на «отлично» — «ленинский стипендиат». Окончил институт в 1969 году с отличием по специальности «Оптико-электронные приборы». Получил квалификацию «инженер-оптик-механик». После института работал в ЦКБ экспериментального машиностроения (с 1974 года — НПО «Энергия») в отделе под руководством академика Б. В. Раушенбаха, за 20 лет пройдя путь от инженера до руководителя комплекса. Отдел занимался разработкой систем управления космических кораблей, оптических приборов для кораблей «Союз» и станции «Салют».
Кандидатская диссертация на тему «Вопросы ориентации космических аппаратов на околоземной орбите». Докторская диссертация на тему «Исследование верхней атмосферы Земли с борта пилотируемых станций».
8 декабря 1978 года зачислен в отряд космонавтов. Участвовал в трёх космических полётах на орбитальных станциях «Салют-6», «Салют-7» и «Мир». Суммарный налёт 252 суток, 17 часов, 37 минут и 50 секунд. 50-й космонавт СССР и 100-й — Земли.
Первый космический полёт совершил с 12 марта по 26 мая 1981 года в качестве бортинженера космического корабля «Союз Т-4» и 5-й основной экспедиции на станцию «Салют-6». Командир экипажа — Владимир Ковалёнок.
Второй полёт в космос командира корабля Джанибекова и Савиных в качестве бортинженера на корабле «Союз Т-13» считается самым сложным с технической точки зрения в истории отечественной космонавтики. После сбоя основного оборудования командной радиолинии и выдачи неверных команд из ЦУПа, станция «Салют-7», вследствие сбоя питания, перешла в полностью неуправляемый полёт. Для восстановления контроля над станцией была отправлена экспедиция на модифицированном под эти цели корабле «Союз Т-13» в составе Джанибекова и Савиных. С корабля были сняты система автоматической стыковки и кресло третьего космонавта, были улучшены средства визуального наблюдения для осуществления ручной стыковки, установлен лазерный дальномер и размещены дополнительные запасы воды, питания и кислорода. Сближение корабля со станцией было осуществлено при участии наземных и космических средств системы ПРО, что доказало, в том числе, принципиальную возможность взаимодействия с любыми космическими объектами. События этой экспедиции описаны в его книге «Записки с мёртвой станции». Виктор Савиных провёл в космосе 168 дней с 6 июня по 21 ноября 1985 года, после окончания ремонтных работ на станции и пристыковки к ней космического корабля «Союз Т-14» он стал членом 4-й основной экспедиции на «Салюте-7» вместе с космонавтами Владимиром Васютиным и Александром Волковым.
Третий космический полёт Виктор Савиных совершил с 7 по 17 июня 1988 года в качестве бортинженера космического корабля «Союз ТМ-5» в составе международного экипажа с командиром Анатолием Соловьёвым и космонавтом-исследователем Александром Александровым (Болгария). В ходе полёта была выполнена стыковка со станцией «Мир», где работал экипаж 4-й основной экспедиции (Владимир Титов и Муса Манаров).
В 1988 году Виктор Петрович Савиных был избран ректором МИИГАиКа. Автор ряда учебников и монографий, статей, посвящённых вопросам дистанционных исследований Земли из космоса, а также научно-популярных книг о космосе. Член Союза писателей. Народный депутат СССР с 1989 года по 1992 год. Президент Ассоциации российских вузов. Главный редактор общественно-политического и научно-популярного журнала «Российский космос». В 1988 году в составе жюри судил финал Высшей лиги КВН. Принимал активное участие в организации в 1990 году и последующей деятельности Оптического общества им. Д. С. Рождественского (вице-президент Общества по международным и внутренним связям в 1990—1993 годах, почётный член с 1997 года).
В 2007 году для В. П. Савиных истёк предельный по возрасту срок пребывания на посту ректора МИИГАиКа, переименованного в 1993 году в Московский государственный университет геодезии и картографии. Виктор Петрович не мог быть вновь избран на должность ректора, но для него было решено сделать исключение, которым он не воспользовался. 18 мая 2007 на пост ректора университета избран В. А. Малинников. Месяц спустя В. П. Савиных был избран на должность президента университета.
Член ВОФ с 1975 года; коллекционирует почтовые марки по теме «Космонавтика».
В 2013 году по приглашению создателя и председателя оргкомитета Национальной премии «Хрустальный компас» И. Г. Чайки вошёл в экспертный совет премии. Ежегодно участвует в торжественных церемониях вручения премии и заседаниях экспертного совета.
Является председателем правления региональной общественной организации «Вятское землячество».

## Семья
- Отец — Пётр Кузьмич Савиных (27.08.1914 — 26.05.1983), участник Великой Отечественной войны.
- Мать — Ольга Павловна Савиных (Решетникова) (30.06.1916 — 06.03.2005), рабочая фабрики.
- Брат — Николай Петрович Савиных (род. 16.12.1952), инженер РКК «Энергия».
- Жена — Лилия Алексеевна Савиных (Мельникова) (род. 23.02.1941), преподаватель кафедры физвоспитания Московского лесотехнического института.
- Дочь — Валентина Антипова (Савиных) (род. 12.08.1968), биолог.
  - Внуки — Илья Антипов (род. 21.07.1990 г.), Елизавета Антипова (род. 25.10.1996 г.), Арсений Антипов (род. 12.12.2007 г.).

## Награды, премии и почётные звания
Государственные награды:
- Дважды Герой Советского Союза (1981, 1985);
- орден «За заслуги перед Отечеством» I степени (27 февраля 2020) — за выдающиеся заслуги в научной деятельности и большой вклад в подготовку высококвалифицированных специалистов[5]
- орден «За заслуги перед Отечеством» II степени (6 марта 2000) — за выдающиеся заслуги в научной деятельности и большой вклад в подготовку высококвалифицированных кадров[6];
- орден «За заслуги перед Отечеством» III степени (11 ноября 1994) — за большие заслуги перед народом, связанные с развитием российской государственности, достижениями в труде, науке, культуре, искусстве, укреплением дружбы и сотрудничества между народами[7];
- орден «За заслуги перед Отечеством» IV степени (12 декабря 2010) — за заслуги в области образования, науки и большой вклад в подготовку квалифицированных специалистов[8];
- орден Гагарина (3 марта 2025) — за большие заслуги в области исследования и использования космического пространства, активную общественную деятельность[9]
- орден Почёта (2 ноября 2004) — за заслуги в развитии образования и многолетнюю добросовестную работу[10];
- три ордена Ленина (1981, 1985, 1988);
- медаль «За заслуги в освоении космоса» (12 апреля 2011 года) — за большие заслуги в области исследования, освоения и использования космического пространства, многолетнюю добросовестную работу, активную общественную деятельность[11];
- медаль «300 лет Российскому флоту»;
- медаль «В память 850-летия Москвы»;
- медаль «Ветеран труда»;
- медаль Алексея Леонова (Кемеровская область, 2015) — за совершённый в 1985 году выход в открытый космос[12].
- Почётная грамота Правительства Российской Федерации (26 февраля 2010 года) — за заслуги в освоении космического пространства, развитии ракетно-космической техники и в связи с 70-летием со дня рождения[13].

Премии:
- Государственная премия Российской Федерации 1996 года в области науки и техники (18 июня 1996)[14];
- Государственная премия СССР (1989);
- Премия Президента Российской Федерации в области образования за 2002 год (за цикл работ «Комплексное аэрокосмическое зондирование при создании и эксплуатации геотехнических систем»)[15]

Почетные звания:
- лётчик-космонавт СССР;
- Заслуженный мастер спорта СССР (1981)
- Почётный гражданин городов Калуга, Пермь, Киров и Кировской области

Другие награды:
- золотая медаль имени К. Э. Циолковского Академии наук СССР (1987)

Иностранные награды и звания
- Герой Монгольской Народной Республики;
- орден Сухэ-Батора (МНР);
- Герой Народной Республики Болгария;
- орден «Георгий Димитров» (НРБ, 1988);
- орден «Стара планина» (Болгария, 9 июня 2003);
- почётный знак Президента Болгарии (Болгария, 15 апреля 2004)[16];
- орден Воинской Славы Сирийской Арабской Республики (САР, 1987);
- два ордена «Дружбы» (САР, 1999, 2000);
- орден Дружбы (СРВ, 2000);
- Почётный гражданин городов Джезказган (Казахстан), Улан-Батор и Дархан (Монголия)

## Память
- В 2007 году в городе Кирове возле Музея Циолковского, авиации и космонавтики Виктору Петровичу был при жизни установлен памятник.
- В 2005 году его именем была названа малая планета 6890, открытая 3 сентября 1975 года.
- Навечно зачислен в личный состав первой роты первого учебного батальона воинской части 11300, которая находится в поселке Загорянский Московской области. Так же в расположении роты находится закрепленное за ним спальное место.
- В 2018 году его имя было присвоено школе 129 города Перми.